# 新多治見站
新多治見站（日语：／ Shintajimi eki */?）是位於岐阜縣多治見市，東濃鐵道笠原線的鐵路車站（廢站）。

## 歷史
- 1928年（昭和3年）7月1日：笠原鐵道車站啟用[1][2]。
- 1937年（昭和12年）6月1日：為了解決步行轉乘，笠原鐵道延伸至鐵道省多治見站旁（延長0.3公里）[3]。
- 1944年（昭和19年）3月1日：笠原鐵道與駄知鐵道等公司合併為東濃鐵道（第二代）。此站成為東濃鐵道笠原線車站。
- 1971年（昭和46年）6月12日：由於客量減少，笠原線的客運業務暫停。自此該線只有貨運業務。此站也不再成為客運車站，實質上一座廢站。此站成為貨運列車前往多治見站的貨運用聯絡線的中繼點。
- 1978年（昭和53年）11月1日：笠原線廢線，此站也被廢除[2]。

## 車站構造
此站是地面車站，設有1面1線的月台和1線貨物線。由於此鐵路線主要目的是運送陶器製成品，因此東濃鐵道與日本國鐵簽訂聯合運輸合約。在此站與多治見站之間設有貨運專用聯絡線，站內也設有側線。乘客可以在此站步行前往多治見站轉乘國鐵。

## 現況
此站位於多治見站的南邊。車站遺址變為收費停車場。

## 相鄰車站
東濃鐵道
笠原線
多治見－新多治見－本多治見

## 注腳
1. ↑  「地方鉄道運輸開始」《官報》1928年7月6日（國立國會圖書館數碼化收藏）
2. 1 2  今尾惠介監修《日本鐵道旅行地圖帳 7號 東海》新潮社 42頁
3. ↑  「地方鉄道運輸開始」《官報》1937年6月16日（國立國會圖書館數碼化收藏）

## 相關項目
- 日本鐵路車站列表 Shi

## 外部連結
- 新多治見站 月台的照片，存于
- 東濃鐵道 笠原線 （页面存档备份，存于）（日語）